# Maj Trafyk
Maj Trafyk (anciennement Trafyk Jam), de son vrai nom Jimmy Jabbour, français d'origine libano-antillaise né le 17 novembre 1976 à Pointe-à-Pitre en Guadeloupe, est un rappeur, chanteur, auteur-compositeur-interprète et producteur évoluant dans le milieu du Hip Hop undergound depuis le début des années 1990. Il est également un artiste multidisciplinaire acteur, peintre et photographe. Fils ainé de Rudy Jabbour, photographe guadeloupéen notamment auteur des pochettes des deux premiers albums du groupe Kassav', Love and Ka Dance et Lagué mwen.

## Biographie
Connu aux Antilles sous le pseudo Trafyk Jam, reconnu pour sa voix assassine et ses prouesses en termes de flow, Maj Trafyk participe en 1997 à l'album Bad Boy Story du collectif Reggae Hip Hop Martiniquais Redzone Records, dont il est avec Yaniss Odua, Djama Keita et Laurent Le Duc, un des membres fondateurs. En 1998, sort Eclipse Totale, le deuxième album de Redzone. Maj y intègrera son groupe Crise en Thèmes, composé de Staicky, Leman et DJ Kross D.  De nouveaux artistes comme Saya ou encore Lyricson rejoindront également l'écurie. En 1999, Crise en Thèmes participent lors d'un séjour sur Paris, à la mixtape "Illegalmix" de Jmdee (ex Dj de Disiz), ainsi qu’à la compilation Univers des lascars (Oxmo Puccino, La Cliqua, IAM...) produite par Joe Dalton. Trafyk Jam sera également sollicité pour doubler des voix dans la série d'animation Les Lascars d'El Diablo. En 2001, après ses 25 premières années passées dans les îles, Trafyk Jam s'installe à Paris et devient Maj Trafyk. 
En 2002, Maj Trafyk intègre le label GazDemAll de Jmdee, avec lequel il publie son premier EP solo intitulé Symétrikman. La même année, il pose sur le titre Hip-hop citoyen de Princess Anies, aux côtés de rappeurs et groupes tels que Doudou Masta, Sniper, Ol Kainry, Zoxea, ou encore Scred Connexion. En 2005, Maj Trafyk fonde le label indépendant Indiegenius, avec son associé Fafat. En 2006, il est invité avec Joe Lucazz sur le projet de Nakk Street minimum, ainsi que sur l'album de John Gali Le jour G, dans lequel il interviendra en tant que chanteur. 
Le premier album de Maj Trafyk s'intitule, Chrysalide, et sort en 2007 via son label Indiegenius. Il s'ensuit une longue période durant laquelle l'artiste se consacre à sa famille. En 2012, il revient avec la mixtape Sphinx tête de mort mixée par DJ Phaxx. 2013 assiste à la publication de l'EP Petite prophétie (version numérique), produit et réalisé par Alsoprodby (ex membre de Saian Supa Crew). En 2014, Maj Trafyk fait une apparition dans la saison 3 de la série Braquo, puis ouvre le bal sur L'undaground s'exprime 7 de Rockin' Squat. Le 31 mai de la même année, il défendra son couplet sur scène aux côtés d'Assassin à La Cigale, puis au mois de septembre, c'est la sortie CD de Petite Prophétie (version physique), incluant le titre inédit Bonhomme 2.0 Neige mixé par Fred Dudouet.
En 2016, Maj Trafyk signe le titre Un air de fin du monde pour la bande originale de Cannabis, sur une production de White and Spirit (Cercle Rouge), producteurs de la compilation Ma 6-T va crack-er sortie en 1997, et inspirée du film du même nom réalisé par Jean-François Richet[source secondaire souhaitée].
En 2020, Hill.G et Cassidy (Les X) s'unissent avec Maj Trafyk et livrent le titre Mensonges et Make up, premier extrait de l'album rap français Solide du producteur masqué Kyo Itachi. Cette même année, Maj est le seul artiste français à apparaitre sur l'album acoustique 432 de Rockin' Squat[source secondaire souhaitée].
En 2021, Maj livre un nouvel album en collaboration avec le producteur Kyo Itachi intitulé Advienne que pera. 13 titres inédits aux sonorités "boom bap vintage" et des collaborations légendaires avec Evidence (rappeur) (Dilated Peoples) , Seth Gueko, Rockin' Squat (Assassin), Rocca (rappeur) (La Cliqua), Les X-Men, Fuckly (N'O Clan), Forsay (N'O Clan), Mali F55D, Eben (2 Neg'), Fdy Phenomen et Dj Nels (Time Bomb).
En 2022, Maj Trafyk produit trois titres[source secondaire souhaitée] pour l'album Mange tes morts de Seth Gueko. Témoin zéro, Dernier mojito en featuring avec Le Rat Luciano et Kofs, Morts sous la même étoile en featuring avec Akhenaton (rappeur) et Sat l'Artificier.
En 2023, Maj prépare un projet aux rythmes caribéens[source secondaire souhaitée] (un genre rap qu'il a baptisé : Boom Ka'), entièrement produit par lui et qui devrait voir le jour en 2024.

## Discographie

### Albums studio
- 2007 : Chrysalide| 1.    | Poussières de Mc's                   | Shak       | 3:01 |
| 2.    | Chrysalide                           | Beegy      | 4:07 |
| 3.    | 97 Ankounia                          | Berny      | 3:41 |
| 4.    | La p'tite case dans l'zion           | Kiddywhizz | 3:32 |
| 5.    | Original parano                      | Kiddywhizz | 3:34 |
| 6.    | Nos démons                           | Berny      | 3:53 |
| 7.    | Gun (avec Fdy Phenomen)              | Kiddywhizz | 3:26 |
| 8.    | Que d'la muzik                       | Berny      | 3:07 |
| 9.    | Les gangsters de Matignon            | Kiddywhizz | 3:51 |
| 10.   | Salaires d'ministres (avec Nakk)     | Jmdee      | 3:26 |
| 11.   | Légende urbaine                      | Kiddywhizz | 3:18 |
| 12.   | Tueurs modernes                      | Kiddywhizz | 3:16 |
| 13.   | L'oiseau bleu                        | Berny      | 3:59 |
| 14.   | Les murs                             | Dj Phonie  | 3:44 |
| 15.   | Baiser une étoile                    | Kiddywhizz | 3:52 |
| 16.   | Red calendar (avec Fugitif Shemshey) | Kiddywhizz | 3:39 |
| 17.   | Gwada ou Nina (Version black album)  | S@mik      | 4:12 |
| 18.   | D.A (Morceau fantôme)                | Kiddywhizz | 3:50 |
| 60:00 |                                      |            |      |

- 2014 : Petite prophétie| 1.    | NostradaMaj                                | Alsoprodby    | 03:54 |
| 2.    | Libre art beat                             | Alsoprodby    | 04:04 |
| 3.    | Mona Lisa                                  | Epik the dawn | 03:58 |
| 4.    | Histoire d'une putain                      | Alsoprodby    | 04:01 |
| 5.    | Goudron & plumes (avec Nakk)               | Alsoprodby    | 04:11 |
| 6.    | 50/50 (avec Enzo'Original, CNS, CAP)       | Alsoprodby    | 05:21 |
| 7.    | Joli blaze                                 | Alsoprodby    | 04:29 |
| 8.    | Syndrome du phœnix ([remix] avec Lyricson) | Alsoprodby    | 03:51 |
| 9.    | Pon the top ([bonus track] avec MadaJack)  | SuperstarO    | 04:36 |
| 10.   | Bonhomme 2.0 Neige ([bonus track 2014])    | Blazer Prod   | 02:57 |
| 42:00 |                                            |               |       |

- 2021 : Advienne que pera (Zeus)| 1.    | Duncan Macleod (Maj Trafyk)                                                  | Kyo Itachi | 2:26 |
| 2.    | Flinguer un ange (Maj Trafyk)                                                | Kyo Itachi | 2:49 |
| 3.    | Ours Polaire (Maj Trafyk, Seth Gueko)                                        | Kyo Itachi | 3:30 |
| 4.    | Chapelle Sixtine (Maj Trafyk)                                                | Kyo Itachi | 2:51 |
| 5.    | Horizon (Maj Trafyk, Rocca)                                                  | Kyo Itachi | 3:06 |
| 6.    | La postérité (Maj Trafyk, Eben (2 Neg'), Fdy Phenomen)                       | Kyo Itachi | 3:57 |
| 7.    | Etoiles filantes (Maj Trafyk)                                                | Kyo Itachi | 2:45 |
| 8.    | Terre de feu (Maj Trafyk, Rockin' Squat)                                     | Kyo Itachi | 3:33 |
| 9.    | S.T.D.M (Maj Trafyk)                                                         | Kyo Itachi | 2:56 |
| 10.   | 1976 (Maj Trafyk, Evidence)                                                  | Kyo Itachi | 3:16 |
| 11.   | Basquiat (Maj Trafyk)                                                        | Kyo Itachi | 3:14 |
| 12.   | Noces de béton (Maj Trafyk, Forsay (N'O Clan), Fuckly (N'O Clan), Mali F55D) | Kyo Itachi | 5:04 |
| 13.   | Triangle d'or (Maj Trafyk, Cassidy (X-Men), Hill.G (X-Men))                  | Kyo Itachi | 4:48 |
| 44:19 |                                                                              |            |      |

### EPs
- 2002 : Symétrikman| 1.    | Intro                                       | Maj Trafyk                       | 0:24 |
| 2.    | Symétrikman                                 | Jmdee                            | 3:53 |
| 3.    | Mon seul souhait                            | Jmdee                            | 4:07 |
| 4.    | Ils préfèrent nous dire fous                | Jmdee                            | 4:01 |
| 5.    | Baskets nique                               | Jmdee                            | 3:36 |
| 6.    | Outro                                       | Maj Trafyk, Jmdee, Kenny Jabbour | 0:38 |
| 7.    | Symétrikman (Instrumental)                  | Jmdee                            | 3:52 |
| 8.    | Mon seul souhait (Instrumental)             | Jmdee                            | 4:05 |
| 9.    | Ils préfèrent nous dire fous (Instrumental) | Jmdee                            | 3:53 |
| 10.   | Baskets nique (Instrumental)                | Jmdee                            | 3:37 |
| 32:00 |                                             |                                  |      |

### Albums instrumentaux
- 2020 : Majistralis Beats| 1.    | Le Chant du silencieux | Maj Trafyk | 3:43 |
| 2.    | Fantôme de Paname      | Maj Trafyk | 2:30 |
| 3.    | Caprices d'Iblis       | Maj Trafyk | 2:19 |
| 4.    | Sommeil éternel        | Maj Trafyk | 2:20 |
| 5.    | Machinalement          | Maj Trafyk | 2:26 |
| 6.    | Clic clic Boum         | Maj Trafyk | 4:42 |
| 7.    | L'envers du décor      | Maj Trafyk | 2:44 |
| 8.    | Polyglotte             | Maj Trafyk | 1:55 |
| 9.    | Balade paradisiaque    | Maj Trafyk | 2:26 |
| 10.   | Y'a plus d'suspense    | Maj Trafyk | 1:41 |
| 11.   | La routine des rois    | Maj Trafyk | 2:10 |
| 12.   | Akansyel               | Maj Trafyk | 2:16 |
| 13.   | Manix                  | Maj Trafyk | 2:13 |
| 14.   | Flingue Flingue        | Maj Trafyk | 3:21 |
| 15.   | Sa Majesté             | Maj Trafyk | 1:24 |
| 16.   | Western                | Maj Trafyk | 2:36 |
| 40:00 |                        |            |      |

- 2022 : Majistralis Beats II| 1.    | Lebanese Mafia         | Maj Trafyk | 2:36 |
| 2.    | Queens dans Paname     | Maj Trafyk | 2:24 |
| 3.    | Du sex sur du sax      | Maj Trafyk | 1:58 |
| 4.    | Mon équipe             | Maj Trafyk | 2:15 |
| 5.    | Prière urbaine         | Maj Trafyk | 1:29 |
| 6.    | Tristesse de l'ombre   | Maj Trafyk | 1:48 |
| 7.    | Taxi de nuit           | Maj Trafyk | 2:14 |
| 8.    | La BO de ma life       | Maj Trafyk | 2:13 |
| 9.    | Marlich                | Maj Trafyk | 1:29 |
| 10.   | Le prodige             | Maj Trafyk | 2:36 |
| 11.   | Le temps c'est de l'or | Maj Trafyk | 2:14 |
| 12.   | L'oeil, la jalousie    | Maj Trafyk | 1:38 |
| 13.   | Étincelles             | Maj Trafyk | 1:42 |
| 14.   | Dernière balade        | Maj Trafyk | 2:15 |
| 28:55 |                        |            |      |

- 2024 : Majistralis Beats III| 1.    | Alibaba              | Maj Trafyk | 1:25 |
| 2.    | Enfant stellaire     | Maj Trafyk | 1:24 |
| 3.    | Gatsby               | Maj Trafyk | 1:36 |
| 4.    | Houdini              | Maj Trafyk | 2:48 |
| 5.    | Sorry                | Maj Trafyk | 2:22 |
| 6.    | Majestic             | Maj Trafyk | 2:13 |
| 7.    | Spacial              | Maj Trafyk | 3:09 |
| 8.    | Panache              | Maj Trafyk | 1:23 |
| 9.    | Onirique             | Maj Trafyk | 2:24 |
| 10.   | Les larmes, la pluie | Maj Trafyk | 1:33 |
| 11.   | Easy                 | Maj Trafyk | 1:27 |
| 12.   | Fleet                | Maj Trafyk | 4:42 |
| 13.   | Honey                | Maj Trafyk | 3:02 |
| 14.   | Prodigy              | Maj Trafyk | 2:56 |
| 15.   | Spectre              | Maj Trafyk | 2:17 |
| 16.   | The end              | Maj Trafyk | 1:33 |
| 36:22 |                      |            |      |

### Albums collaboratifs
- 1997 : Bad Boy Story (Redzone)| 1.    | Redzone (Redzone)                                                                                                   | LLD (Laurent Le Duc)                                | 1:18 |
| 2.    | T'as Pas D'peau (Little Yaniss (Yaniss Odua), Misterious Djay (Djama Keïta))                                        | LLD (Laurent Le Duc), Misterious Djay (Djama Keïta) | 4:15 |
| 3.    | America (Little Yaniss (Yaniss Odua), Little Sista)                                                                 | LLD (Laurent Le Duc), Misterious Djay (Djama Keïta) | 3:45 |
| 4.    | Bad Boy Story (Little Yaniss (Yaniss Odua), Misterious Djay (Djama Keïta), Trafyk Jam (Maj Trafyk))                 | LLD (Laurent Le Duc), Misterious Djay (Djama Keïta) | 4:15 |
| 5.    | Sound One Attack (Soundjata (Soundiata Keïta))                                                                      | LLD (Laurent Le Duc)                                | 1:15 |
| 6.    | Redzone Soldats (Little Yaniss (Yaniss Odua), Misterious Djay (Djama Keïta), Trafyk Jam (Maj Trafyk), Liberty King) | LLD (Laurent Le Duc), Misterious Djay (Djama Keïta) | 4:18 |
| 7.    | Crime Parfait (Trafyk Jam (Maj Trafyk), Little Yaniss (Yaniss Odua))                                                | LLD (Laurent Le Duc), Misterious Djay (Djama Keïta) | 4:13 |
| 8.    | Cool And Relax (Queen Levy Culture (Karleen Norde))                                                                 | LLD (Laurent Le Duc)                                | 4:25 |
| 9.    | Erreur Judiciaire (Liberty King)                                                                                    | LLD (Laurent Le Duc)                                | 4:15 |
| 10.   | Ki Moun Ou Ka Braqué La (Redzone)                                                                                   | Redzone                                             | 0:45 |
| 11.   | Perd-Ile (Little Yaniss (Yaniss Odua), Misterious Djay (Djama Keïta), Trafyk Jam (Maj Trafyk), Liberty King)        | LLD (Laurent Le Duc)                                | 4:25 |
| 12.   | Live In Redzone (Misterious Djay (Djama Keïta))                                                                     | LLD (Laurent Le Duc), Misterious Djay (Djama Keïta) | 4:28 |
| 13.   | Kidnappé Par ET (Trafyk Jam (Maj Trafyk))                                                                           | LLD (Laurent Le Duc), Misterious Djay (Djama Keïta) | 4:36 |
| 14.   | Zapping (Redzone)                                                                                                   | Redzone                                             | 1:53 |
| 48:00 | |                                                     |      |

- 1998 : Eclipse Totale (Redzone)| 1.       | Intro                                                                                                                         | LLD (Laurent Le Duc)                          | 1:05       |
| 2.       | Morgan | LLD (Laurent Le Duc)                          | 5:09       |
| 3.       | Zone R… | LLD (Laurent Le Duc)                          | 4:23       |
| 4.       | Johnny | LLD (Laurent Le Duc)                          | 4:16       |
| 5.       | Untouchable | LLD (Laurent Le Duc)                          | 4:47       |
| 6.       | Sketle | LLD (Laurent Le Duc)                          | 3:39       |
| 7.       | Far from Babylone (Little Sista, Saya)                                                                                        | LLD (Laurent Le Duc)                          | 4:18       |
| 8.       | Man protège ton dos (Little Yaniss (Yaniss Odua), Liberty King)                                                               | LLD (Laurent Le Duc)                          | 4:30       |
| 9.       | Nerf à vif (Djama Keïta) | LLD (Laurent Le Duc), Djama Keïta             | 4:14       |
| 10.      | Leçon de rythme - Interlude (1:18)                                                                                            | LLD (Laurent Le Duc)                          | Dj Kross D |
| 11.      | Sous les yeux de Dieu (Trafyk Jam (Maj Trafyk), Staïcky [Crise en Thèmes])                                                    | LLD (Laurent Le Duc), Trafyk Jam (Maj Trafyk) | 4:27       |
| 12.      | Is there a way out (BJP (Lyricson), Foladay (Fola))                                                                           | LLD (Laurent Le Duc)                          | 3:46       |
| 13.      | AL OL & UL (Trafyk Jam (Maj Trafyk), Staïcky, LeMan [Crise en Thèmes])                                                        | LLD (Laurent Le Duc)                          | 4:21       |
| 14.      | Le temps se gâte (Trafyk Jam (Maj Trafyk), Staïcky, LeMan [Crise en Thèmes])                                                  | LLD (Laurent Le Duc)                          | 5:10       |
| 15.      | Destiny (BJP (Lyricson), Foladay (Fola))                                                                                      | LLD (Laurent Le Duc)                          | 5:14       |
| 16.      | 36 formules magiques (Trafyk Jam (Maj Trafyk), LeMan [Crise en Thèmes])                                                       | LLD (Laurent Le Duc), Trafyk Jam (Maj Trafyk) | 4:50       |
| 17.      | Le cimetière des MCs (Trafyk Jam (Maj Trafyk), Staïcky [Crise en Thèmes])                                                     | LLD (Laurent Le Duc)                          | 4:13       |
| 18.      | Eclipse totale (Trafyk Jam (Maj Trafyk), Boogie Flaha, Thunder, BJP (Lyricson), Staïcky, Abel, Rachid, Foladay (Fola), LeMan) | LLD (Laurent Le Duc)                          | 7:03       |
| 01:16:00 | |                                               |            |

### Mixtapes
- 2003 : Maj Trafyk - Les légendes remixées (Jmdee / Gazdemall)
- 2012 : Maj Trafyk - Sphinx Tête de Mort (Dj Phaxx)
- 2014 : Maj Trafyk - Amères Tunes (Kakophonie)
- 2019 : Maj Trafyk - Majistralis Tape (Dj Nels /Time Bomb)

### Principaux titres
- 1997 : Kidnappé par E.T  (Redzone) / (Prod Djama keita, LLD)
- 1997 : Crime parfait feat. Yaniss Odua (Redzone) / (Prod Djama keita, LLD)
- 1998 : Al, Ol, et UL feat. Staicky, Leman [Crise en Thèmes] (Redzone) / (Prod LLD)
- 2002 : Ils préfèrent nous dire fous (Prod Jmdee)
- 2003 : Venez me chercher (12e Round) / (Prod Jmdee) (version vinyle)
- 2007 : Gwada ou Nina
- 2012 : Syndrome du phœnix (Bande originale BD Manioka vol. 2) / (Prod Alsoprodby) (version vinyle)
- 2012 : Gun dans ta gueule
- 2013 : Mona Lisa
- 2013 : Pon the top (feat. MadaJack)
- 2014 : NostradaMaj (Prod Alsoprodby)
- 2014 : Bonhomme 2.0 neige
- 2015 : Histoire d'une Pxxxxx (Prod Alsoprodby)
- 2016 : Un air de fin du monde (Bande originale Cannabis) (Prod White et Spirit)
- 2016 : Overdoz (Prod Eben 2 Neg' et Weston Born to Kick)
- 2018 : Jizeus (Prod Weston Born to Kick)
- 2019 : Éternel (feat. Hill G [X-Men]) (Prod Eben 2 Neg')
- 2019 : Mensonges et make up (feat. Hill G, Cassidy [X-Men]) (Prod Kyo Itachi)
- 2021 : S.T.D.M (Sphinx tête de mort) (Prod Kyo Itachi)
- 2021 : Chapelle Sixtine (Prod Kyo Itachi)
- 2021 : Étoiles filantes (Prod Kyo Itachi)
- 2023 : Viking Neg' (Prod Maj Trafyk)

### Apparitions (en tant que Rappeur ou Chanteur)
- 1997 : Abm - Lyrics pou yo * 4B*
- 1998 : Les 60 maudits - mixtape (DJ Moody Mike) : Ne dis pas un mot
- 1999 : Univers des lascars : Les îles de l'enfer avec Crise en thèmes
- 1999 : Pourquoi tu prends le mic ? mixtape vol 1 avec Le Man
- 1999 : Illegal mixtape (Jmdee Beat) : La plume est la pioche
- 1999 : 972 Hip hop : (compilation) Cassate sicilienne, C'est franchement avec Fdy Phenomen
- 2000 : Only Dancehall 1 (compilation) : Cartoon
- 2002 : Time Bomb - Thèmes persos mixtape vol.3 by DJ Nels : De l'aube au crépuscule avec Azra' Larky
- 2002 : Hiphop citoyen Princess Aniès * freestyle* avec Doudou Masta, Sniper (groupe), Scred Connexion, Ol Kainry, Zoxea... (Produit par Madizm)
- 2003 : A l'instinct volume 1 (mixtape) : Fyktra vs Le moine avec Shaolin
- 2003 : 12e round (maxi GazDemAll) Venez me chercher
- 2003 : Pure son du ghetto 2 (PSG mixtape) : 1 plume 2 chiens avec Fdy Phenomen
- 2003 : On sort 2 l'ombre : Fou rire
- 2003 : Les légendes remixées (Produit par Jmdee)
- 2004 : Amères Tunes (Produit par Kako Phonie)
- 2005 : Tropical mix : Ninja Style
- 2005 : Dancehall Tracks (DJ Traxx) : Champs de cannes
- 2006 : Nakk (street album) - Street minimum : J'crois pas en l'homme avec Joe Lukazz
- 2006 : John Gali (album) - Le jour G : Made in timal
- 2008 : Seven (mixtape) : Sex, drogue, money avec Manu Key et Marginal Sossa
- 2010 : Pagaille (album) 1er album solo
- 2011 : Fdy Phenomen (album) - Qui peut tuer la rage d'un assassin ? : Qu'est-ce tu m'veux (Produit par Eben 2 Neg')
- 2011 : Cns Wes (album) - 1 pied dans la merde, 1 pied dans la réussite : Est-ce que tu sais ? avec Fdy Phenomen (Produit par Eben 2 Neg')
- 2012 : Sinik (album) - La Plume et le Poignard : Légitime défonce avec Alonzo
- 2012 : Sur1 (street album) - Outsider : Roots, Go Fast
- 2012 : Danjahrouz (street album) - Danjahrouz 1.0 : Saigneur de la plume
- 2012 : Sphinx tête de mort (Mixé par Dj Phaxx)
- 2015 : Rockin'Squat (compilation) - Excuse My French Part 3 : L'undaground s'exprime 7  (Produit par Dj Duke)
- 2016 : Z4 Mixtape : Douwé Nou
- 2016 : Da Wik vol.4: le feu : La douleur (Produit par Real See)
- 2016 : Le rap indé ouvre sa gueule : Pour la musique avec MadaJack et Reeno
- 2016 : Cannabis (B.O de la série TV d'Arte) : Un air de fin du monde (Produit par White & Spirit) pour Cercle Rouge Productions
- 2017 : J'arrive Léger (mixtape) : Anmwé (Produit par Supa Boy)
- 2017 : Reggae Minute Riddm (one Riddim) : Dis leur avec Mighty Ki La (7 Seals records)
- 2018 : Fdy Phenomen (album) - Flamboyant : Encore un jour (Produit par Eben 2 Neg')
- 2019 : Wanted Muzik vol.3 : Nos disparus avec Jaeyez et Rimo (Produit par Deno)
- 2020 : Rockin'Squat (album) - 432 : Grandir
- 2021 : Kill Me (compilation) : Couleur cocaïne (Produit par Eben 2 Neg)
- 2021 : Kill Me (compilation) : Le pire animal avec Sear Lui Même, Le Komplice A.D.S (Produit par Eben 2 Neg)
- 2022 : Kyo Itachi (album) - Solide  : Mensonges et Make up avec Les X a.k.a Les X-Men (Hill G & Cassidy)

### Apparitions (en tant que Producteur)
- 1997 : ABM - Lyrics pou yo (Album). Titre : 4 Bandits (a: ABM, Maj Trafyk / c: Maj Trafyk)
- 1998 : Redzone - Eclipse Totale (Album). Titre : Sous les yeux de Dieu (a: Maj Trafyk, Staicky / c: Maj Trafyk, Laurent Le Duc)
- 1998 : Redzone - Eclipse Totale (Album). Titre : 36 formules magiques (a: Maj Trafyk, Leman / c: Maj Trafyk, Laurent Le Duc)
- 2001 : Lyricson - Reggae Dream 2001 (Compilation). Titre : Night and Day (a: Lyricson / c: Laurent Le Duc, Maj Trafyk)
- 2004 : Fouta Barge - La Rose noire (Maxi vinyle). Titre : Mon héritage (a: Fouta Barge / c: Maj Trafyk)
- 2020 : Dj Nels (Time Bomb) - Majistralis Tape (1997-2017). Titre : Nos démons [remix] (2007) (a: Maj Trafyk / c: Maj Trafyk)
- 2020 : Dj Nels (Time Bomb) - Majistralis Tape (1997-2017). Titre : Chromosome X [inédit] (2001) (a: Maj Trafyk / c: Maj Trafyk)
- 2020 : Dj Nels (Time Bomb) - Majistralis Tape. Titre : Les gangsters de Matignon [remix] (2007) (a: Maj Trafyk / c: Maj Trafyk)
- 2020 : Dj Nels (Time Bomb) - Majistralis Tape. Titre : Baiser une étoile [remix] (2007) (a: Maj Trafyk / c: Maj Trafyk)
- 2020 : Dj Nels (Time Bomb) - Majistralis Tape. Titre : Tueurs Modernes [remix] (2007) (a: Maj Trafyk / c: Maj Trafyk)
- 2020 : Dj Nels (Time Bomb) - Majistralis Tape. Titre : Original parano [remix] (2007) (a: Maj Trafyk / c: Maj Trafyk)
- 2020 : Dj Nels (Time Bomb) - Majistralis Tape. Titre : Texas justice [inédit] (2003) (a: Maj Trafyk / c: Maj Trafyk)
- 2020 : Dj Nels (Time Bomb) - Majistralis Tape. Titre : Le Gun ft. Fdy Phenomen [remix] (2007) (a: Maj Trafyk / c: Maj Trafyk)
- 2020 : Dj Nels (Time Bomb) - Majistralis Tape. Titre : La magie des vibrations / Prod: Maj Trafyk [inédit] (1999) (a: Maj Trafyk / c: Maj Trafyk)
- 2020 : Dj Nels (Time Bomb) - Majistralis Tape. Titre : Bonhomme de neige [remix] (2012) (a: Maj Trafyk / c: Maj Trafyk)
- 2020 : Hill.G Les X - (Freestyle). Titre : Tom & Jerry (a: Hill.G Les X a.k.a Les X-Men / c: Maj Trafyk)
- 2020 : Tres Coronas - Nueva Era (Album). Titre : Ajisosos (a: PNO, Rocca, Akapellah / c: Maj Trafyk)
- 2021 : Hill.G Les X - (Freestyle). Titre : Faucon s'organise (a: Hill.G Les X a.k.a Les X-Men / c: Maj Trafyk)
- 2022 : Seth Gueko - Mange tes morts (Album). Titre : Témoin Zéro (a: Seth Gueko / c: Maj Trafyk)
- 2022 : Seth Gueko - Mange tes morts (Album). Titre : Dernier mojito (a: Seth Gueko, Kofs, Le Rat Luciano / c: Maj Trafyk)
- 2022 : Seth Gueko - Mange tes morts (Album). Titre : Morts sous la même étoile (a: Seth Gueko, Akhenaton, Sat l'Artificier / c: Maj Trafyk)
- 2023 : Hill.G Les X - (Single). Titre : Ciel ouvert (a: Hill.G Les X a.k.a Les X-Men / c: Maj Trafyk)

## Labels
- Redzone (Westindian Records), label créé par Laurent LeDuc (LLD) (1997-2000)
- GazDemAll, label créé par Jmdee (2001-2003)
- Indiegenius, label créé par Maj Trafyk et son associé Fafat Style (2005-2014)

## Filmographie
- 1998 : Les Lascars (Voix du Rasta, épisode Une aventure incroyable)
- 1998 : Les Lascars (Voix d'un breaker , épisode Tebé 3)
- 2014 : Braquo 3 (épisodes 2 Nos funérailles et 3 Odessa ; rôle d'un membre de la mafia russe, garde du corps personnel d'un Parrain)